# Арсеније Видак
Арсеније Видак (Вршац, 1797 — Шиклош, 1864) био је српски сликар и иконописац.
Помиње се као сиромашни ученик Ликовне академије у Бечу (1827), а између 1829. и 1831. јавља се из Панчева као пренумерант на српске књиге, са титулом „живописац". Претпоставља се да је у том периоду помагао при иконописању панчевачке Успењске цркве. Од 1841. бележи се као „житељ шиклошки".
Од Видака су сачуване две иконе из Арада: Свети Сава и Неверство Томино (1820), један литијски барјак сликан за манастир Војловицу (1830), плаштаница за српску цркву у Медини (1854) и икона Свете Тројице за читлук манастира Ораховице у Славонији (1861). Видак је око 1854. сликао и иконостас у Медини, а њему се може приписати и иконостас у Шиклошу, вероватно из средине XIX в., свакако његово највеће и најзначајније дело. Израдио је већи број појединачних икона на подручју Барање и иконостас у тамошњем селу Вемену (после 1842). Приликом обнове ове олтарске преграде изнова је насликао иконе у соклу и вероватно надверја изнад царских и бочних двери, као и иконе за певнице и тронове.